# Konzil von Ferrara/Florenz

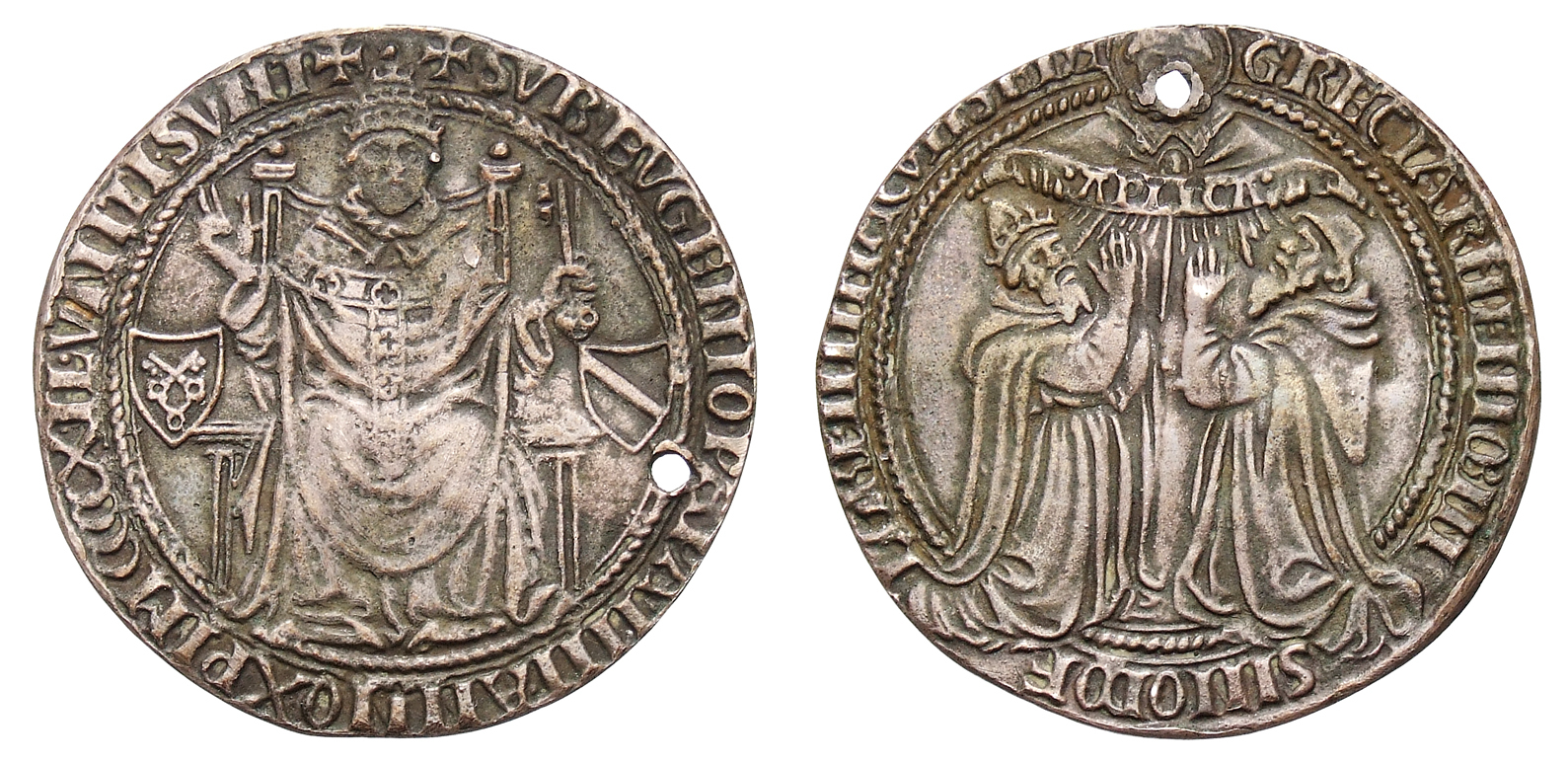
Münzprägung Eugens IV, 1439, Vorderseite: Thronender Papst mit Segensgestus, Rückseite: Kaiser Johannes VIII. Palaiologos und der armenische Katholikos Kostandin VI. knien vor dem Heiligen Petrus (Münzkabinett Berlin)

Das Konzil von (Basel-)Ferrara-Florenz(-Rom) (lateinisch Concilium Ferrariense-Florentinum-Romanum) der ersten Hälfte des 15. Jahrhunderts stellt das letzte einer Reihe von Konzilien dar, die versuchten, das Morgenländische Schisma zu überwinden, was aus Sicht der Lateiner bedeutete, die Byzantiner und die orientalischen Nationalkirchen unter päpstliche Jurisdiktion zu bringen. Die von Kaiser Johannes VIII. Palaiologos und dem Ökumenischen Patriarchen Joseph II. geleitete byzantinische Delegation war zu erheblichen theologischen Zugeständnissen bereit, weil sie auf Militärhilfe hoffte.
Das Konzil wurde ursprünglich zum 23. Juli 1431 von Papst Martin V. nach Basel einberufen, wo es eigenständig bis zum Jahre 1449 weitergeführt wurde. Eugen IV., der Nachfolger Martins V., verlegte das Konzil 1438 nach Ferrara und 1439 nach Florenz. Am 5. Juli 1439 wurde mit der Unterzeichnung des Dekretes Laetentur coeli durch den Papst und 116 Lateiner sowie den Kaiser und 32 Byzantiner die Kirchengemeinschaft hergestellt und am Folgetag mit einem Festgottesdienst gefeiert; anschließend reiste die byzantinische Delegation ab. Nach erfolgreichen Unionsverhandlungen mit einer Delegation des armenischen Katholikats von Sis (Bulle Exultate Deo, 22. November 1439) reisten auch die meisten lateinischen Konzilsteilnehmer ab. Die verbliebenen Konzilsväter beschlossen Unionen mit Delegationen weiterer orientalischer Kirchen: Kopten, Maroniten, Nestorianer und Jakobiten. Konzilsort war ab September 1443 Rom.
Da das Konzil von Basel parallel zum Konzil von Ferrara–Florenz weiterarbeitete, hat es sich in der Forschung durchgesetzt, das Konzil als zwei voneinander unabhängige Versammlungen – einmal Basel, einmal Ferrara-Florenz – zu betrachten. Ferrara-Florenz wird als 17. ökumenisches Konzil der römisch-katholischen Kirche gezählt.

## Die Kirchenunion als Thema auf dem Konzil von Basel
Das Konzil von Konstanz hatte am 9. Oktober 1417 das Dekret Frequens verabschiedet, demzufolge Konzilien „häufig“ (die Übersetzung des Anfangswortes des Dekrets) tagen sollten. Papst Martin V. berief in Übereinstimmung mit dem Dekret das erste Folgekonzil fünf Jahre später im Jahre 1423 nach Pavia und das darauf folgende Konzil sieben Jahre später für 1430 nach Basel ein (danach sollten alle zehn Jahre Konzilien tagen). Die fristgemäße Eröffnung für das Jahr 1430 verzögerte sich u. a. durch den Tod Martins V. und die erforderliche Wahl von Papst Eugen IV. (1431–1447).
Die in Basel versammelten Konzilsväter gaben sich ein eigenes Statut und eine eigene Tagesordnung, die ihre Vorstellung vom Vorrang des Konzils über den Papst darlegten – diese Position nennt man Konziliarismus. Eine Besonderheit von Basel – gerade im Vergleich mit Ferrara-Florenz – ist das Kooptationsprinzip: Die Konzilsväter konnten selbst über die Aufnahme neuer Mitglieder entscheiden. Bis 1443 waren durch dieses Verfahren etwa 3350 Personen inkorporiert und etwa 300 bis 400 zeitgleich anwesend, darunter ein erheblicher Anteil von Universitätstheologen (etwa 22 Prozent) und Ordensleuten; der Anteil von Bischöfen schwankte zwischen 5 und 15 Prozent. Franzosen und Deutsche stellten etwa je ein Drittel der Teilnehmer.
Papst Eugen ließ am 23. Juli 1431 das Konzil eröffnen, kümmerte sich aber einstweilen nicht weiter darum. Im Jahr 1430 hatte ein osmanisches Heer nach zweimonatiger Belagerung Thessaloniki eingenommen. Immer prekärer wurde die Situation des Byzantinischen Reichs und seiner Hauptstadt Konstantinopel. Aber auch Venedig und Ungarn sahen das osmanische Vordringen als Bedrohung ihrer Existenz. Wenn Byzantiner und Lateiner ihre seit Jahrhunderten kultivierten theologischen Gegensätze zügig überwanden, konnten sie auch militärisch gegen den gemeinsamen Gegner vorgehen. Der byzantinische Gesandte am päpstlichen Hof in Rom schlug Eugen IV. deshalb vor, ein ökumenisches Konzil in einer italienischen Stadt abzuhalten. Eugen schlug dem Basler Konzil daher einen Umzug nach Bologna vor. Kardinal Giuliano Cesarini antwortete dem Papst im Namen des Konzils, die Verständigung mit den Hussiten sei vordringlich, und das Thema einer Verständigung mit Byzanz werde schon lange ohne Fortschritte behandelt. Von ihrer geografischen Lage her sei die Stadt Basel aber geeignet, um beide Themen dort zu besprechen. Der Papst erklärte daraufhin die Versammlung in Basel am 18. Dezember 1431 für aufgelöst. Doch das Konzil ignorierte die Auflösung, unterstützt vom deutschen König Sigismund und anderen weltlichen Mächten, die in Basel durch Gesandte vertreten waren. Das Konzil erklärte am 15. Februar 1432 in Anlehnung an das Konstanzer Dekret Haec sancta synodus, dass es seine Autorität direkt von Christus beziehe und daher gegen den Willen der Konzilsväter weder aufgelöst noch verlegt werden könne. Eugen IV. gab nach und erkannte das Konzil von Basel am 15. Dezember 1433 mit der Bulle Dudum sacrum an.
Gegen die Hussiten führte König Sigismund fünf Kreuzzüge. In allen wurde der König von diesen schwer geschlagen. Doch dann spalteten sich die Hussiten in radikale Taboriten und gemäßigte Utraquisten. Sigismund und das Konzil einerseits, die Utraquisten andererseits verständigten sich: Auf Grundlage eines formlosen Vergleichs von 1433 wurden im Juli 1436 die Kompaktaten von Iglau (Jihlava) abgeschlossen. Dieser Erfolg stärkte die Bedeutung des Konzils.
Im Konflikt zwischen Basler Konzil und Papst versuchten unterdessen beide Seiten, durch eine Kirchenunion mit den Byzantinern Prestige zu gewinnen. Die erste Basler Gesandtschaft nach Konstantinopel reiste am 2. Januar 1433 ab. Da war der Papst längst im Gespräch mit den Byzantinern. Im Sommer 1434 trafen drei byzantinische Gesandte in Basel ein und wurden dort begeistert empfangen. Einer von ihnen war Isidor, der Vorsteher des Demetriosklosters von Konstantinopel. Hier zeigte sich ein Problem: die allermeisten Konzilsväter verstanden kein Griechisch; der sizilianische Humanist Giovanni Aurispa avancierte wegen seiner Zweisprachigkeit zum Hauptübersetzer. Die Konzilsväter trafen nun Maßnahmen, um sich für die künftigen Verhandlungen mit den Byzantinern besser aufzustellen. Sie beriefen eine Gruppe griechischsprechender Gelehrter, zu der neben Aurispa auch der latinisierte Grieche Andreas Chrysoberges und mehrere Humanisten gehörten: Ludovico da Strassoldo, Francesco Filelfo, Ambrogio Traversari, Guarino da Verona, Vittorino da Feltre, Pietro Vitali, der Abt von Grottaferrata, und Antonio da Rho. Das Ergebnis der Verhandlungen im Sommer 1434 war das Dekret Sicut pia mater (1. September 1434), das etliche küstennahe Orte für ein Unionskonzil vorschlug, aber auch Buda oder Wien ins Gespräch brachte. Doch die Gesandten, die das Dekret in Konstantinopel überbrachten, erklärten dort, das Konzil gedenke in Basel zu bleiben, und die byzantinische Delegation solle dorthin reisen; alle entstehenden Kosten trage das Konzil. Dem Papst wurde das Dokument Sicut pia mater zugeleitet; er stimmte zu. Unterdessen hatte der päpstliche Gesandte Cristoforo Garatoni den Byzantinern vorgeschlagen, das Konzil in Konstantinopel auszurichten und kehrte Anfang 1435 mit zwei byzantinischen Gesandten an den päpstlichen Hof zurück, der sich mittlerweile in Florenz befand. Eugen IV. ließ den Austragungsort Konstantinopel fallen und schickte Garatoni mit seinen griechischen Begleitern weiter nach Basel. Dort stimmten die Byzantiner dem Dekret Sicut pia mater zu und reisten nach Konstantinopel zurück, um ihren Kaiser und Patriarchen dafür zu gewinnen. In Konstantinopel sorgten aber Formulierungen in der Einleitung des Dekrets, die die Byzantiner als Schismatiker bezeichneten, für Verärgerung. Im Februar 1437 schrieben Kaiser und Patriarch dem Konzil, sie lehnten es ab, nach Basel zu reisen. Im Sommer 1437 diskutierten die Konzilsväter in chaotischer Weise die Frage des Ortes für das Unionskonzil. Die Konkurrenz zum Papst hatte sich so verschärft, dass viele sich nur einen Ort außerhalb der päpstlichen Machtsphäre, d. h. außerhalb Italiens, vorstellen mochten. Die Mehrheit wollte in Basel bleiben und war allenfalls mit einer Verlegung nach Avignon oder Savoyen einverstanden. Eine Minderheit akzeptierte auch Florenz, Udine oder sonst eine Stadt, die sowohl dem Papst als auch den Byzantinern gelegen wäre. Diese Minderheit erbat am 20. Mai 1437 die Zustimmung Eugens IV. Dieser entsandte päpstliche Galeeren mit Garatoni und Nikolaus von Kues zusammen mit den Bischöfen von Digne und von Porto als Vertreter der Konzilsminderheit an Bord nach Konstantinopel, um die griechische Delegation abzuholen. Im September liefen diese Schiffe im Hafen von Konstantinopel ein – und kurz darauf, am 3. Oktober 1437, traf dort auch eine vom Konzil entsandte Flotte zur Aufnahme der byzantinischen Delegation ein. Diese hatte immer noch keine klare Botschaft, ob das Unionskonzil nun in Basel, Avignon oder einer Stadt in Savoyen zusammentreten sollte. Die Byzantiner entschieden sich, an Bord der päpstlichen Galeeren zu gehen und die Einladung des Basler Konzils auszuschlagen.

## Konzil von Ferrara–Florenz–Rom

### Teilnehmer
Eugen IV. verlegte das Konzil durch die Bullen Doctoris Gentium (16. September 1437) und Pridem ex iustis (30. Dezember 1437) nach Ferrara und lud die Byzantiner hierzu ein. Er übernahm auch die Kosten für Reise und Aufenthalt. Eine hochrangige byzantinische Delegation reiste daraufhin im November 1437 auf vier vom Papst gemieteten Galeeren aus Konstantinopel ab, deren Begleitung ein Florentiner und drei venezianische Schiffe bildeten. Fantino Vallaresso, der lateinische Erzbischof von Candia, schätzte die byzantinische Delegation auf 200 vornehme Personen, mit ihrem Gefolge insgesamt fast 700 Personen. An ihrer Spitze standen der Kaiser Johannes VIII. Palaiologos und der greise Ökumenische Patriarch Joseph II. (1360–1439). Vor allem aus griechischen Quellen sind rund 50 Kleriker und 30 Laien namentlich bekannt.
Anfang 1437 wurde klar, dass die Patriarchen von Alexandria, Antiochia und Jerusalem keine Ausreisegenehmigung des Mamlukensultans Barsbay erhalten würden, in dessen Machtbereich sich ihre Patriarchensitze befanden. Damit das Konzil aber ökumenisch sein konnte, mussten sie dort durch Bevollmächtigte repräsentiert werden. Sie benannten je zwei Stellvertreter, aber nicht aus ihrem eigenen Klerus, sondern aus dem des Patriarchats von Konstantinopel, bei deren Auswahl der Kaiser folglich Einfluss nehmen konnte. Ursprünglich waren folgende Personen benannt worden: für Alexandria Metropolit Antonios von Herakleia und Hieromonachos Markos Eugenikos, für Antiochia Metropolit Ioasaph von Ephesos und Hieromonachos Isidor (letzterer wurde zwischenzeitlich zum Metropoliten von Kiew berufen) und für Jerusalem der Protosynkellos Gregorios Mammas und Hieromonachos Dionysios. Während des Konzils wurden einige Anpassungen und neue Beauftragungen erforderlich.
Außerdem wurden drei Mönchstheologen kurz vor der Abreise aus Konstantinopel zu Metropoliten erhoben, um ihrem Beitrag auf den Konzilsverhandlungen möglichst großes Gewicht zu verleihen: Markos Eugenikos wurde Metropolit von Ephesos, Dionysios Metropolit von Sardes und Bessarion Metropolit von Nikaia. Möglich war das durch die Gebietsverluste des Byzantinischen Reichs: In seiner Endphase lagen Ephesos, Sardes und Nikaia außerhalb seiner Grenzen. Die Amtsinhaber waren daher eine Art Titularbischöfe, und weil die Bischofssitze nicht mehr durchgängig besetzt wurden, verfügte der Kaiser über einen Pool hoher Kirchenämter, die er kurzfristig vergeben konnte. Seinen Bruder Demetrios Palaiologos, zu dem er ein gespanntes Verhältnis hatte, nahm der Kaiser wahrscheinlich nur deshalb nach Italien mit, damit dieser während seiner Abwesenheit in Konstantinopel keine Unruhe stiften konnte.
Die Zahl der Lateiner auf dem Konzil von Ferrara-Florenz fluktuierte und ist aufgrund der Quellenlage schlechter einschätzbar als für das Konzil von Basel. Deutlich ist aber, dass die Zahl der Inkorporierten wesentlich niedriger war, da der in Basel stark vertretene mittlere und niedere Klerus fehlte; es waren zwar mehr Bischöfe und Äbte als in Basel anwesend, doch muss diese Zahl angesichts der vielen kleinen italienischen Bistümer relativiert werden. Bei den Äbten und Bischöfen dominierten die Italiener sehr stark mit regionalen Unterschieden. Besonders gut vertreten war das Königreich Neapel, während Mailand weiter das Konzil von Basel beschickte. Dieser Trend wird noch ausgeprägter, wenn man berücksichtigt, dass griechische, dalmatinische und einige französische Bischofssitze durch Italiener (meist Venezianer) besetzt waren. „Frankreich und Spanien sind schwach vertreten, Nord-, Mittel- und Osteuropa, aber auch England fallen fast aus“, bilanziert Johannes Helmrath – ein nicht nur verglichen mit der Beschickung der Konzilien von Konstanz und Basel, sondern auch mit dem IV. Lateranum, II. Lugdunense und V. Lateranum ungewöhnlicher Befund. Der einzige deutsche Konzilsteilnehmer war Johannes Kreul (Crewel), Bischof von Ösel-Wiek, der sich allerdings als Prokurator des Deutschen Ordens ohnehin an der Kurie aufhielt; aus dem Reich war – so weit aus den Quellen erkennbar – kein bedeutender Kleriker von sich aus angereist. (Nikolaus von Kues hatte die byzantinische Delegation zwar auf der Rückreise begleitet, wurde dann aber als päpstlicher Diplomat an europäische Fürstenhöfe entsandt und war somit kein Teilnehmer des Konzils von Ferrara/Florenz.)

### Eröffnung

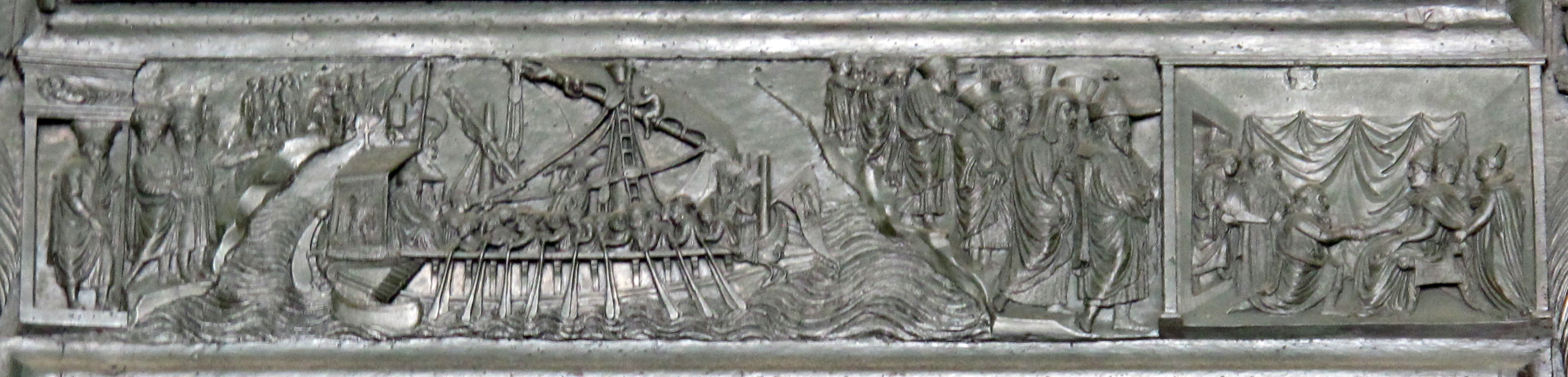
Anreise der byzantinischen Delegation mit Kaiser und Patriarch und Empfang durch den Papst
(Portal des Filarete am Petersdom in Rom, 1433–1445)

Papst Eugen ließ das Konzil in bewusster Konkurrenz zu Basel am 8. Januar 1438 durch seinen Legaten Kardinal Niccolò Albergati eröffnen. De facto aber begann die Konzilstätigkeit erst mit dem Eintreffen des Papstes selbst (27. Januar) sowie der byzantinischen Delegation (4./7. März) und der von Basel abgereisten Minderheit unter Kardinal Giuliano Cesarini ab März des Jahres. Patriarch Joseph II. weigerte sich, dem Papst wie in Lateineuropa üblich den Fußkuss zu leisten; Eugen IV. bestand nicht darauf, gewährte dem Patriarchen aber nur einen Privatempfang.
Um die Sitzordnung wurde in der Eröffnungsphase stark gerungen. Lateiner und Byzantiner saßen sich in zwei Reihen gegenüber. Der Papst wünschte als Vorsitzender zwischen beiden Reihen am Kopfende zu thronen, was ihm die Byzantiner nicht zugestanden. Die Lösung bestand darin, dass Christus den Platz des Vorsitzenden einnahm, repräsentiert durch ein Evangelienbuch, das auf einem Thron vor dem Altar ausgestellt wurde. Eugen IV. erhielt einen erhöhten Sitz auf der Seite der Lateiner, dem kein Byzantiner gegenübersaß. Der Platz neben ihm wurde für den abwesenden Kaiser des Westens symbolisch freigehalten. Gegenüber diesem leeren Kaiserthron stand der Thron des byzantinischen Kaisers, auf dessen Seite nun als Nächstes der Patriarch seinen Thron einnahm, gegenüber einem der lateinischen Kardinäle – der Patriarch musste also hinnehmen, im Rang zu einem Kardinal herabgestuft zu werden.
Schließlich konnte das Konzil am 9. April 1438 in der Kathedrale von Ferrara feierlich eröffnet werden. Bei diesem Festakt fehlte Joseph II. krankheitshalber; anwesend waren der Papst, Kaiser Johannes VIII., 118 Kardinäle, Bischöfe und Äbte der Lateiner, 20 byzantinische Bischöfe und weitere Kleriker und Höflinge. Der Kaiser, der in Erwartung militärischer Hilfszusagen nach Ferrara gereist war, forderte einen viermonatigen Aufschub, um die Ankunft der Delegationen von europäischen Fürstenhöfen abzuwarten. Deren Präsenz war in Ferrara-Florenz aber ungeachtet vieler päpstlicher Einladungsschreiben schwach. Nur die Gesandtschaft des in seinem Anspruch auf die Krone von Neapel vom Papst abhängigen René I. (Anjou) war bereits ab April anwesend; eine hochkarätig besetzte Delegation Philipps III. von Burgund traf im November 1438 ein. Ansonsten ließ sich nur Amadeus VIII. von Savoyen (der vor seiner Wahl zum Gegenpapst in gutem Einvernehmen mit Eugen IV. stand) zeitweise durch Gesandte vertreten. Als Gastgeber waren die Este und Medici vor Ort, außerdem Repräsentanten der Republik Venedig und des Fürstentums Tarent. Aber die großen europäischen Höfe fehlten. Einige sympathisierten weiter mit dem konkurrierenden Konzil von Basel. Der eher papsttreue König Heinrich VI. von England war an dem Konzilsthema Kirchenunion nicht interessiert; Karl VI. von Frankreich schickte erst im November 1441 Gesandte zum Konzil, die sich dort aber nur mit französischen Anliegen im engeren Sinn befassten.

### Erste Gesprächsrunden
Den Lateinern war der vom Kaiser gewünschte mehrmonatige Aufschub nicht recht, und sie gewannen ihre byzantinischen Gäste für mehrere theologische Ausschüsse, die mit je zehn Delegierten beschickt wurden. Eine Diskussion der Themen Filioque und Eucharistie in diesem Rahmen lehnte Johannes VIII. ab. Die Ausschüsse behandelten deshalb im Juni–Juli das Thema Fegefeuer und tauschten schriftliche Stellungnahmen aus. Der Dissens zwischen östlichen und westlichen Konzeptionen konnte nicht überwunden werden; wohl im Zusammenhang mit dem Auftreten der Pest in Ferrara wurden diese Zusammenkünfte in der zweiten Julihälfte ergebnislos abgebrochen. Während die Seuche grassierte, verließ Kaiser Johannes VIII. die Stadt und ging in den Ländereien der Este ausgiebig der Jagd nach.

### Diskussionen um das Filioque

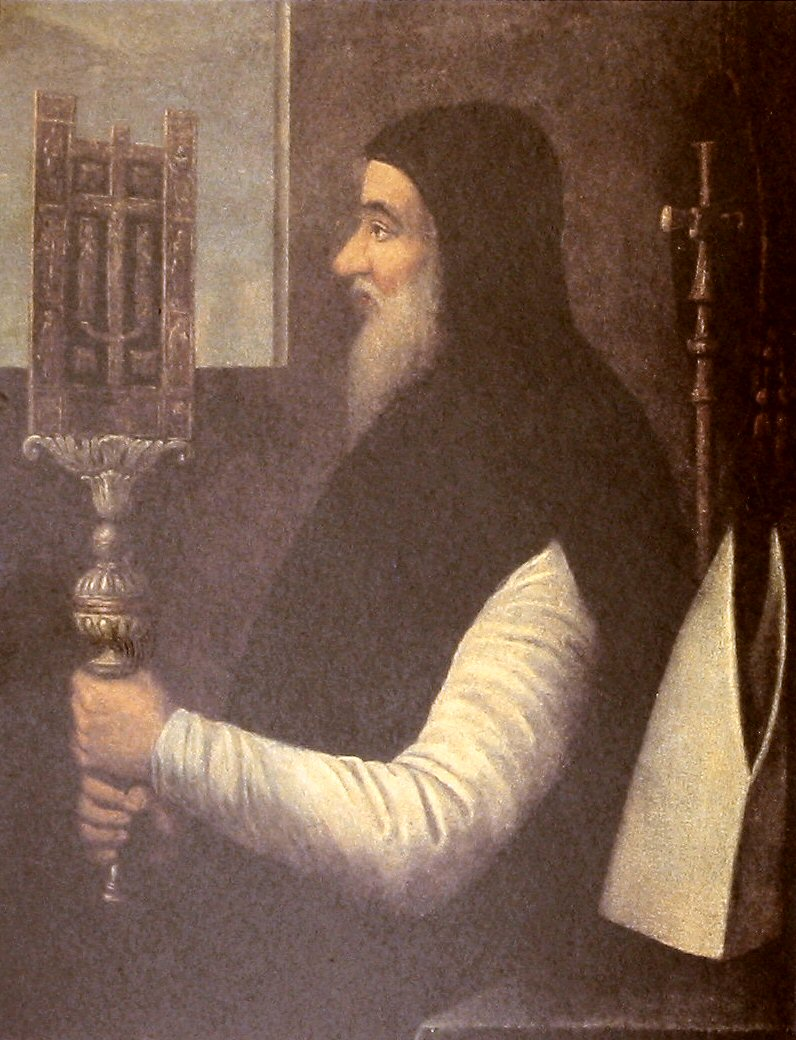
Bessarion
(Gianetto Cordegliaghi 1440, Biblioteca Nazionale Marciana)

Metropolit Isidor von Kiew und ganz Russland reiste mit einem Gefolge von rund hundert Personen von seinem Amtssitz Moskau aus über Riga, Lübeck, Nürnberg, Innsbruck und Padua an; die Gruppe schmolz unterwegs stark zusammen. Mitte August traf Isidor zusammen mit dem Bischof von Susdal in Ferrara ein. Am 8. Oktober begannen die eigentlichen Konzilsverhandlungen mit einer Rede Bessarions, des Metropoliten von Nikaia; anschließend eröffnete Markos Eugenikos, der Metropolit von Ephesus, die Gespräche über den Zusatz filioque in der lateinischen Fassung des Glaubensbekenntnisses von Nizäa-Konstantinopel. In zwei Sitzungen erläuterte Bessarion die byzantinische Sicht, in allen weiteren Markos Eugenikos: Der Wortlaut des Glaubensbekenntnisses sei unantastbar, erläuternde Zusätze unzulässig. Als eine solche Erläuterung wollten die Lateiner aber das Filioque verstanden wissen; nicht der Wortlaut, sondern die Glaubensaussage des Bekenntnisses sei unveränderlich – so Giuliano Cesarini als führender lateinischer Konzilstheologe gegen Bessarion.
Unterdessen bereitete die Versorgung der byzantinischen Delegation Schwierigkeiten. Als Gastgeber hatte der Papst zugesagt, ihren Unterhalt zu bezahlen. Er war damit aber in Verzug und nahezu bankrott, zumal er zeitgleich ein Söldnerheer unterhalten musste, das den Kirchenstaat gegen die Angriffe des Mailänder Herzogs Filippo Maria Visconti und Alfons’ von Aragon und Neapel verteidigte. Als der Mailänder Condottiere Niccolò Piccinino gegen Ferrara vorrückte, verlegte Eugen VI. das Konzil mit der Bulle Decet oecumenici concilii (10. Januar 1439) nach Florenz; die Stadt hatte zugesagt, den Unterhalt der Byzantiner sicherzustellen. Offizieller Verlegungsgrund war die weiter bestehende Seuchengefahr in Ferrara.

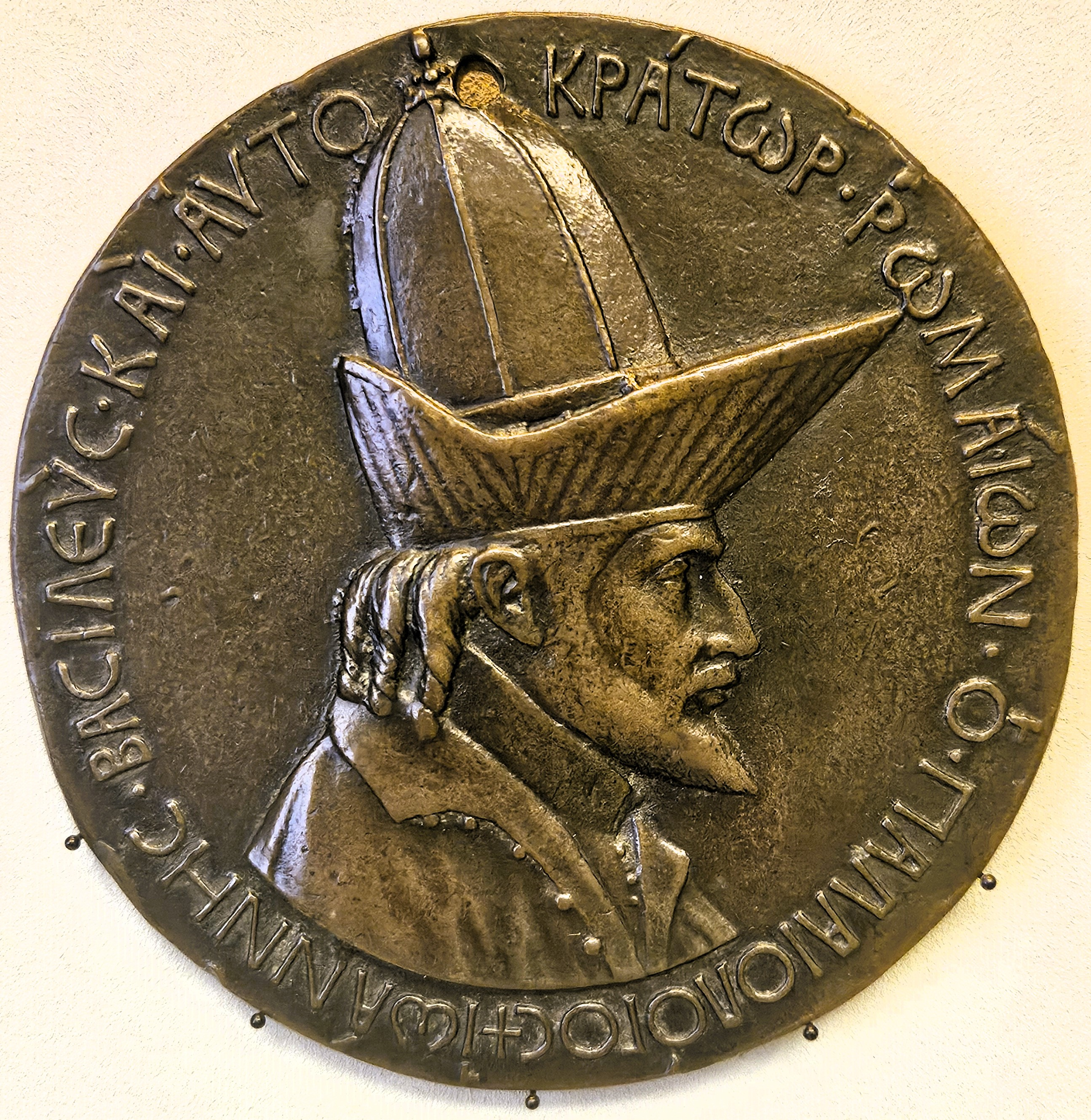
Medaille Johannes’ VIII.
(Antonio Pisanello 1438/39, Bode-Museum)

Im Verlauf des Monats März 1439 fanden acht öffentliche Diskussionen in Frage-Antwort-Form über die Bedeutung des Filioque statt. Obwohl die meisten Konzilsteilnehmer nicht zweisprachig waren, wurde die Sprachbarriere relativ problemlos gemeistert: Niccolò Sagundino, ein Venezianer griechischer Abstammung, war als „genialer Simultandolmetscher“ imstande, auch subtilste theologische Texte in beide Richtungen zu übersetzen. Seitens der Lateiner disputierte der Dominikaner Giovanni Montenero, seitens der Byzantiner Markos Eugenikos. Die ersten fünf Sitzungen waren ein ergebnisloser Schlagabtausch über die Echtheit oder Unechtheit einiger Kirchenväterzitate. Dass die Diskussion sich darauf zuspitzte, welche Seite über die besseren Textausgaben verfügte, lag einerseits daran, dass die beiderseits anerkannte Autorität der Kirchenväter das war, was Lateiner und Byzantiner verband – andererseits entsprach es auch dem humanistischen Ideal der Rückkehr zu den antiken Quellen (ad fontes). Humanistennetzwerke arbeiteten unterstützend am Rande des Konzils mit. Insbesondere der Kamaldulenser Ambrogio Traversari als bester Patristiker der Lateiner durchsuchte gemeinsam mit Tommaso Parentucelli die Bibliothek der Abtei Pomposa nach Kirchenväter-Manuskripten und übersetzte seine Funde laufend ins Lateinische.
In der sechsten Sitzung trug Eugenikos eine Gesamtdarstellung der byzantinischen Lehre vom Ausgang des Heiligen Geistes nur aus Gott dem Vater vor; letzterer sei nach Lehre aller Konzilien und Väter die „einzige Quelle der Gottheit“. In den letzten beiden Sitzungen fehlte Eugenikos aus unbekanntem Grund, und Giovanni Montenero legte die lateinische Lehre des doppelten Ausgangs des Heiligen Geistes aus Gott dem Vater und Gott dem Sohn dar. Die Lateiner wünschten eine Antwort der Byzantiner: entweder Gegenargumente oder Zustimmung. Diese Antwort verzögerte sich aber durch die schwere Erkrankung des Patriarchen, mit dessen Tod zu rechnen war. In internen Zusammenkünften der Byzantiner zeichnete sich unterdessen ab, dass eine Fraktion um Markos Eugenikos zu keinen Zugeständnissen bereit war und die Lateiner für Häretiker hielt, während die Gegenpartei um Bessarion eine Zustimmung zum Filioque mit der Konsequenz einer Kirchenunion anstrebte. Als theologischer Berater des Kaisers aus dem Laienstand arbeitete Georgios Kurtesios Scholarios daran, das Filioque so zu interpretieren, dass es für die byzantinischen Theologen akzeptabel war. Die byzantinische Partei forderte eine schriftliche Darlegung des Filioque an, erhielt sie, nahm am Text Änderungen vor, die wiederum aus Sicht der Lateiner zweideutig waren. So drehte sich alles im Kreis. Dass die Gruppe um Markos Eugenikos schließlich das Nachsehen hatte, lag, so Joseph Gill, an einem Axiom der orthodoxen Theologie, dem zufolge alle heiligen Väter identisch und rechtgläubig lehren; alle Widersprüche mussten daher scheinbar sein und sich bei genauerer Untersuchung auflösen. Von Montenero damit konfrontiert, dass lateinische Kirchenväter unzweifelhaft das Filioque lehrten, blieb Eugenikos nicht anderes übrig, als die Manuskripte dieser Kirchenvätertexte für unecht zu erklären. Als ihm klar wurde, dass die Mehrheit seiner Delegation unbedingt die Kirchenunion wollte, zog er sich zurück. Am 3. Juni erklärten der Patriarch, alle bis auf zwei Metropoliten und mindestens zwei theologische Berater des Kaisers mit dessen Billigung, in der Lehre stimmten Ost und West überein. Die Lateiner forderten aber darüber hinaus auch die Akzeptanz der lateinischen Formel, und nach weiteren internen Diskussionen waren die Byzantiner am 7. Juni auch hierzu bereit. Am 10. Juni starb Patriarch Joseph II, ein entschiedener Befürworter der Union, und wurde in der Florentiner Kirche Santa Maria Novella beigesetzt.

### Auf dem Weg zum DekretLaetentur coeli

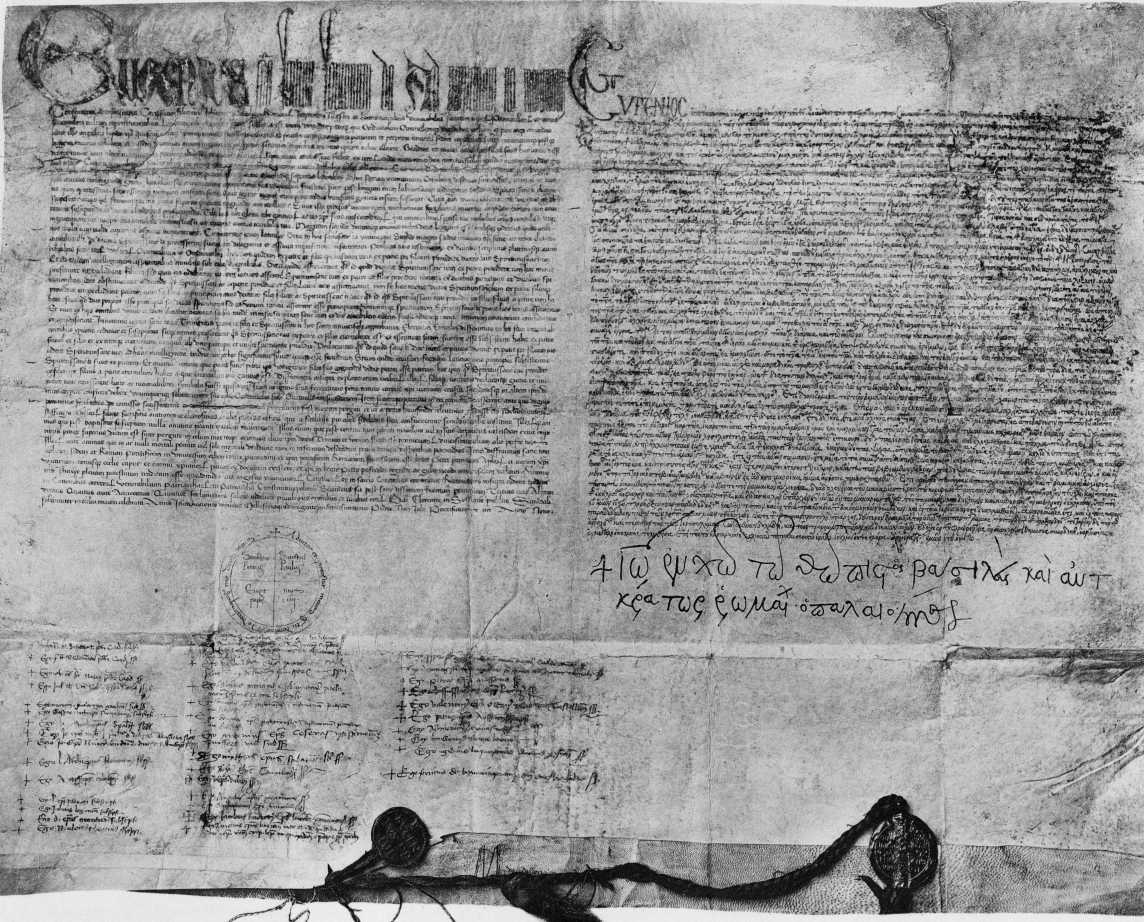
Zweisprachige Unionsbulle von 1439 mit Unterschrift und Goldbulle des byzantinischen Kaisers

Nach dem beim Filioque letztlich erfolgreichen Muster wurden nun die Themen Papstprimat und (auf Wunsch Eugens IV.) Eucharistie abgehandelt: Die Lateiner reichten einen Text ein und bemühten sich, Einwände der Byzantiner durch weitere Erläuterungen zu entkräften. Am 24. Juni standen die Gespräche vor dem Scheitern. Der Papst rettete die Situation durch eine Rede, in der er zwar seinen Primatsanspruch herausstrich, den Byzantinern aber auch in einigen Punkten entgegenkam, „indem er in der Unionsdefinition jeden Hinweis auf die Kontroverse um die Epiklese strich, einen Satz über verschiedene Stufen der Belohnung für die Seligen einführte und eine Rangordnung der Patriarchate einführte“ mit Konstantinopel hinter Rom auf dem zweiten Platz. In der Primatsfrage stellte das Konsensdokument letztlich beide Denkmodelle nebeneinander, ohne sie aufeinander zu beziehen: Zunächst wurde in westlicher Begrifflichkeit der Papstprimat dargestellt, dann die Rangfolge der fünf Patriarchate entsprechend dem orthodoxen Modell der Pentarchie. In der westlichen Rezeption war die erste Aussage dogmatisch verbindlich, die zweite ein ehrwürdiger Brauch; in der östlichen Lesart war hier lediglich der Ehrenvorrang des Patriarchen von Rom zugestanden – die zweite Aussage schränkte die erste ein.
Nach einem letzten Feilen an Formulierungen erfolgte am 5. Juli 1439 mit der Unterzeichnung des Dekretes Laetentur coeli durch den Papst und 116 Lateiner sowie den Kaiser und 32 Byzantiner der Abschluss der Union. Die byzantinischen Unterzeichner waren bis auf den Kaiser sämtlich Kleriker: 18 Metropoliten, ein Bischof, der Megas Protosynkellos für das Patriarchat Alexandria, fünf Spitzenbeamte des Ökumenischen Patriarchats, ein Protopapas von Moldoblachia und sechs Klostervorsteher oder Repräsentanten von Klöstern. Am Folgetag wurde dieses Dokument in lateinischer Sprache durch Cesarini, in griechischer Sprache durch Bessarion in der Kathedrale von Florenz feierlich verlesen und von den anwesenden Konzilsteilnehmern angenommen.

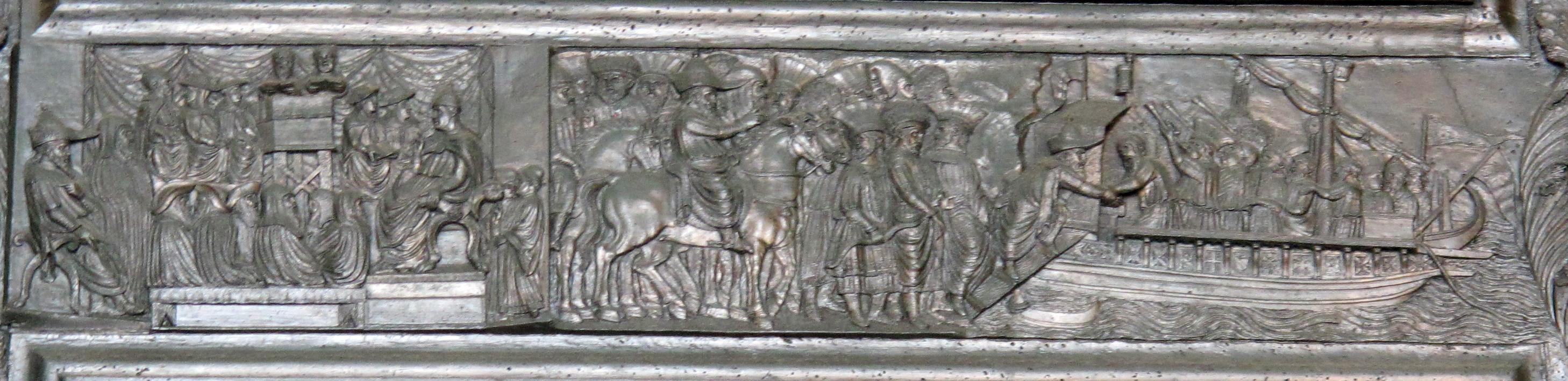
Konzilssitzung mit Kaiser und Papst (li.); Abreise der byzantinischen Delegation mit Fanfaren (re.)
(Portal des Filarete am Petersdom in Rom, 1433–1445)

Innerhalb der byzantinischen Gesandtschaft verhielt sich Markos Eugenikos konträr zu den Erwartungen, die der Kaiser an ihn hatte. Er blieb sich treu und unterzeichnete das Unionsdekret nicht. Im Spätsommer 1438 hatte er vergeblich versucht, Florenz Richtung Venedig zu verlassen, vermutlich um von dort aus nach Konstantinopel zu reisen. Andere Unionsgegner sammelten sich um den mitgereisten Bruder des Kaisers, Demetrios Palaiologos. Letzterer hatte zusammen mit dem Philosophen Georgios Gemistos Plethon und Scholarios das Konzil vorzeitig verlassen. Der Metropolit Esaias von Staurupolis entzog sich der Unterschriftsleistung durch Flucht nach Venedig, wo ihn Demetrios schützte. Der Repräsentant Georgiens, Johannes, unterschrieb ebenfalls nicht. Er zeigte ein erratisches Verhalten: Nachdem er seine Kleider verschenkt hatte, wanderte er durch Italien, bis er krank in Modena eintraf und nach Venedig gebracht wurde. Dort hatte er zuvor sein Geld deponiert, mit dem er die Heimreise antrat. Die kaiserlichen Beamten dagegen verhielten sich alle loyal und stützten die Unionspolitik; als höchster Beamter und kaiserlicher Vertrauter assistierte Georgios Philanthropenos während der Unionsmesse dem Papst bei der Handwaschung. Diese Unionsmesse fand unter Teilnahme der byzantinischen Delegation nach lateinischem Ritus statt. Die byzantinische Delegation hatte gewünscht, auch eine Unionsmesse nach byzantinischem Ritus mit Teilnahme des Papstes zu zelebrieren; die Lateiner lehnten ab, weil ihnen, der Papst eingeschlossen, der Ablauf der Göttlichen Liturgie unbekannt war.
Ernst Gamillscheg listet 19 bekannte Abschriften der Unionsbulle, meist mit kaiserlicher Unterschrift. Einige von ihnen können bekannten byzantinischen Kopisten zugeordnet werden. Auffällig ist, dass in sieben Exemplaren die Erwähnung des Papstes oder ein für den Papstprimat wesentlicher Satz „vergessen“ wurde, Gamillscheg interpretiert dies als Hinweis auf Vorbehalte gegen die Union unter den Mitgliedern der byzantinischen Delegation.

### Kulturelle Kontakte

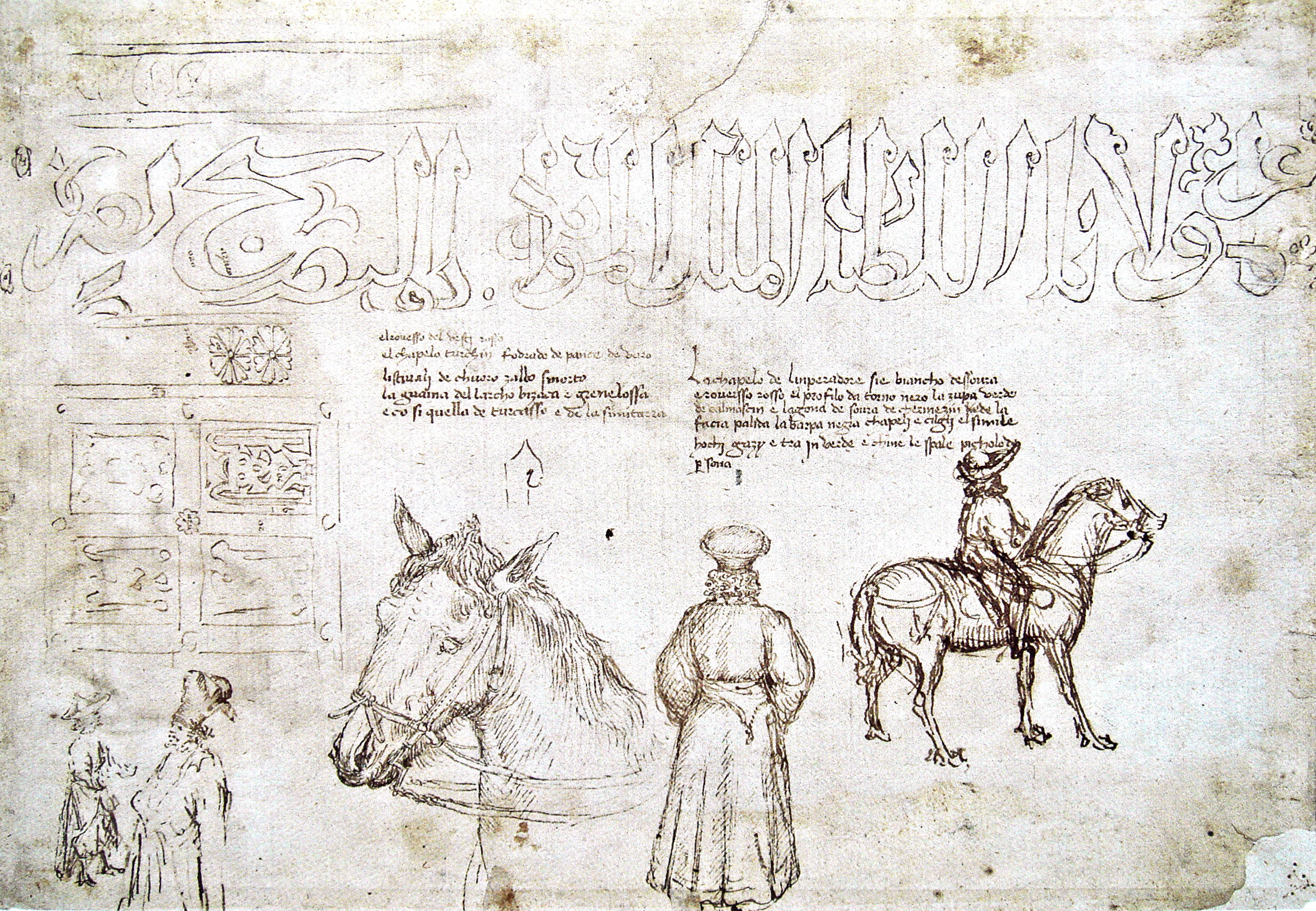
Kaiser Johannes VIII. 1438 in Florenz
(Antonio Pisanello: Skizzen im Codex Vallardi, Louvre)

Im Gefolge des byzantinischen Kaisers reisten drei Gelehrte aus dem Laienstand mit nach Ferrara und Florenz: Georgios Amirutzes, Georgios Gemistos Plethon und Georgios Kurtesios Scholarios. Außer den in Florenz und an der Kurie ohnehin tätigen Humanisten, waren weitere westliche Gelehrte eigens angereist, um „Gemistos Plethon, die Sonne Platons, die nach Chrysoloras zweite mythische Griechengestalt“ zu erleben; den hierzu spärlich fließenden Quellen zufolge trafen sich griechische und lateinische Gelehrte in privatem Rahmen zu gemeinsamen Symposien.
Auf kaiserlichen Wunsch verteidigte Plethon auf dem Konzil mit der ihm zu Gebote stehenden Beredsamkeit die griechische Lehre vom Ausgang des Heiligen Geistes aus Gott dem Vater. Was er dabei vortrug, veröffentlichte er nach 1450 in einer kleinen Schrift Das Hervorgehen des Heiligen Geistes in der er sich auf der Höhe der Diskussion zeigte. Einflussreicher wurde aber eine eilig während einer Krankheitsphase in Florenz niedergeschriebene Abhandlung Die Unterschiede zwischen Platon und Aristoteles. Der Text war fehlerhaft, doch er traf im italienischen Humanismus einen Nerv: „Gezündet hat der Funke der Platonbegeisterung im Abrücken von Aristoteles. Das traf im Westen auf eine Tendenz des Abrückens von der Scholastik, deren Hauptsäule Aristoteles gewesen war, auf ein Abrücken von scholastischem Latein und scholastischer Wissenschaftlichkeit zugunsten eine Vorstellung von ‚Leben‘, die an der Antike gewonnen war.“
Sowohl auf lateinischer als auch auf byzantinischer Seite waren Kirchenmusiker beim Konzil anwesend, die für die liturgischen Feiern unverzichtbar waren. An dem Festgottesdienst anlässlich der Kirchenunion am 6. Juli 1439 beteiligten sich Sänger beider Gruppen. Der byzantinische Großekklesiarch Sylvester Syropoulos schreib in seinen Erinnerungen, die Lateiner hätten „einfache emmelische Gesänge“ dargeboten (wahrscheinlich meinte er damit Gregorianische Choräle), die ihm weniger zusagten als die „asmatischen“ Gesänge der Byzantiner. Daniel Glowotz erläutert: „Der schlichte, in der Regel wenig melismatische Charakter dieser Art von Musik scheint das ästhetische Empfinden des Byzantiners Syropoulos beleidigt zu haben, der den kalophonen, von langen Melismen und Koloraturen, Tonbeugungen und Mikrointervallen geprägten, orientalisch klingenden Kirchengesang seiner Heimat gewohnt war, den er konsequenterweise als liedhaft, sanglich, ja musikalisch im Gegensatz zur Kirchenmusik des Westens empfunden haben muss.“

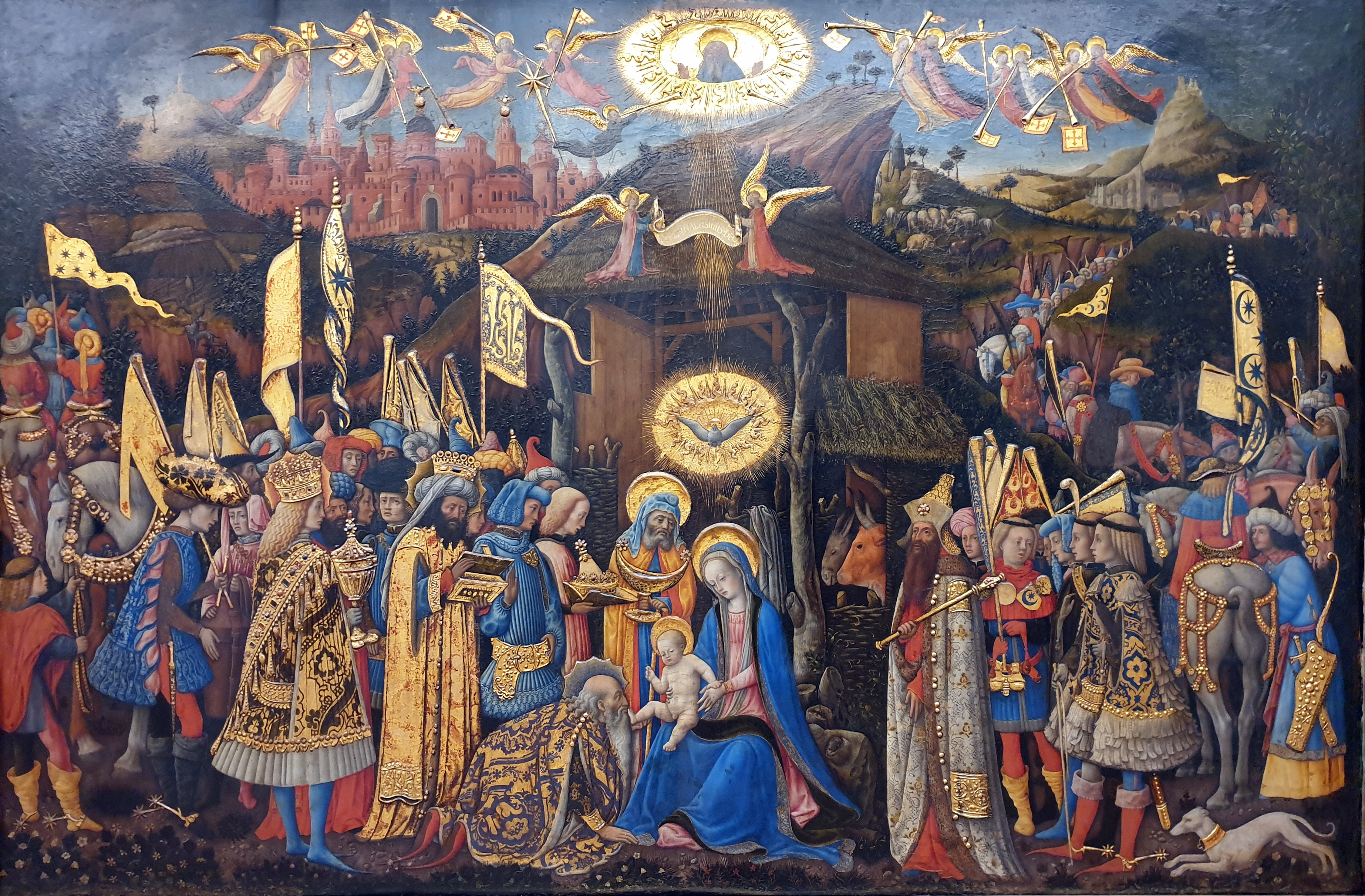
Anbetung der Könige
(Antonio Vivarini und Giovanni d’Alemagna, 1466, Gemäldegalerie Berlin)

Auf Künstler der italienischen Renaissance machte die byzantinische Delegation nachhaltigen Eindruck, wie Brigit Blass-Simmen erläutert: „Die Farbigkeit und die, in der römischen Kirche unbekannte, hieratische Würde der orthodox-liturgischen Gewänder, die langen Bärte und die Dignität ihrer Träger – die bereits Vespasiano da Bisticci in seiner Lebensbeschreibung Papst Eugens IV. hervorhob – haben … ihren Niederschlag in vielen nach dem Konzil entstandenen Bildwerken gefunden.“ Besonders beeindruckend war die Erscheinung des etwa 50-jährigen Kaisers, der von Antonio Pisanello mehrfach skizziert wurde in Vorbereitung seiner Darstellung auf einer großen Bronzemedaille, die besonders den Reisehut (Skiadon) mit vorne aufsteigender Krempenspitze genau wiedergibt. Dieser Hut, manchmal auch mit einer Krone kombiniert, avancierte nicht nur zum Erkennungsmerkmal des Palaiologenherrschers, sondern zum Attribut des Byzantiners und Orientalen überhaupt. Ein Beispiel für die Rezeption des Konzils von Ferrara-Florenz in der Kunst ist die Anbetung der Könige von Antonio Vivarini und Giovanni d’Alemagna in der Gemäldegalerie Berlin: Da das Verhältnis des Heiligen Geistes zu Gott dem Vater und dem Sohn (Filioque) das dogmatische Hauptthema der Verhandlungen war, konnte die Taube des Heiligen Geistes seit Filippo Brunelleschis Sacra Rappresentazione dell’Annunciazione (1439) anstelle des Sterns von Bethlehem in den Mittelpunkt gerückt werden. Vivarini und d’Alemagna stellten den ältesten, das Jesuskind anbetenden König mit Hut und Haartracht Johannes’ VIII. dar. Ein weiteres byzantinisches Element ist das Maultier mit Blumen-Zaumzeug am rechten Bildrand.

### Rezeption in Byzanz
Sobald die Byzantiner die Unterhaltszahlungen empfangen hatten, mit denen die Stadt Florenz zwischenzeitlich auch in Rückstand war, machten sie sich auf die Heimreise. Vor der Einschiffung in Venedig ermöglichte ihnen der Doge die Feier einer Unionsmesse nach byzantinischem Ritus – Lateiner nahmen nicht daran teil. Der prominenteste Kritiker der Union, Markos Eugenikos, fuhr auf dem kaiserlichen Schiff mit, während Bessarion und Isidor von Kiew als prominente Befürworter der Union nicht nach Konstantinopel reisten. Beide wurden zu Kardinälen ernannt. Bessarion blieb in Italien; Isidor reiste nach Russland „und betrieb dort die Sache der Union.“ Klaus Schatz zufolge tauchten die Delegationsmitglieder, die in der besonderen weltoffenen Atmosphäre von Florenz die Union befürwortet hatten, nach ihrer Heimkehr in eine massiv anti-lateinisch gesonnene Bevölkerung ein, gegen die sie sich nicht behaupten konnten. Hier wirkte immer noch die Plünderung Konstantinopels durch die Kreuzfahrer (1204) nach. Die Unterzeichner des Unionsdekrets „wagten in Konstantinopel erst gar nicht, die Union zu verkünden.“
Isidor von Kiew, der gekleidet wie ein Kardinal der Lateiner in Moskau die Union verkünden wollte, wurde dort 1441 abgesetzt und verhaftet. Als Konstantinopel daraufhin nach mehrjähriger Vakanz einen neuen Metropoliten bestellen wollte, erklärte sich die Moskau-Rus-Metropolie 1448 für autonom und wählte Jonas von Moskau zum Metropoliten.
Auf einer Synode in Jerusalem 1443 sprachen die orientalischen Patriarchen das Anathema über die unierten Griechen aus und zwangen damit Kaiser Johannes, wieder zur Orthodoxie zurückzukehren.
Papst Eugen hatte zugesagt, für einen Kreuzzug gegen das Osmanische Reich zu werben, der Byzanz die erhoffte militärische Entlastung bringen sollte. Burgund und Venedig verstärkten die päpstliche Flotte, aber nur Polen und Ungarn stellten Landstreitkräfte. Letztere erlitten am 10. November 1444 in der Schlacht bei Warna eine schwere Niederlage. „Damit war ein mächtiges Argument zugunsten der Union, militärische Hilfe für Konstantinopel, hinfällig geworden.“
Die Erneuerung der Union durch Kaiser Konstantin XI., Bruder und 1448 Nachfolger von Kaiser Johannes, blieb wegen der am 29. Mai 1453 erfolgten Eroberung Konstantinopels durch die Türken, bei der dieser letzte byzantinische Kaiser starb, bedeutungslos. Sowohl Lateiner als auch Byzantiner interpretierten den Fall Konstantinopels als göttliche Strafe. Die Byzantiner sahen in der Kirchenunion das entscheidende Fehlverhalten ihrer kirchlichen und politischen Elite. Aus Sicht der Lateiner, beispielsweise bei Nikolaus von Kues, war der Bruch der Unionsvereinbarung bzw. deren Ablehnung durch die Mehrheit der Konstantinopolitaner, der Sündenfall, der den Untergang der Stadt verschuldet hatte. Betrogene Betrüger seien die Griechen, so Cusanus: Um einen weltlichen Vorteil, nämlich Militärhilfe, zu erlangen, hätten sie in Ferrara-Florenz Zustimmung geheuchelt und diese später widerrufen.

### Unionen mit weiteren östlich-orientalischen Kirchen
Etwa zeitgleich mit der Abreise der Byzantiner traf eine Delegation des armenischen Katholikos von Sis, Kostandin VI. (1430–1439) in Florenz ein. Dass Kostandin nach einer Reihe romfeindlicher Amtsinhaber an einer Union interessiert war, wird mit dem Einfluss der romorientierten Krim-Armenier (Fratres Unitores) erklärt. Die von ihm entsandte Delegation, zu der jedenfalls die Wardapets Sarchis und Thomas gehörten, brach am 1. Dezember 1438 von Kaffa auf, kam aber erst Ende Juli 1439 in Genua und am 13. August in Florenz an. Die Unionsverhandlungen mit den Armeniern mündeten in die Bulle Exultate Deo (22. November 1539), die eine Aufstellung der sieben Sakramente enthält und auf armenischer Seite von Sarchis und Thomas unterschrieben wurde. Da der Katholikos Kostandin im Jahr 1439 plötzlich starb, bleib diese Union in Kilikien ohne Auswirkungen.
Nach der Verabschiedung des Armenierdekrets reiste die große Mehrheit der Konzilsteilnehmer ab. In den Folgejahren schloss die Papstkirche weitere Unionen:
- durch das Dekret Cantate Domino (4. Februar 1442) mit den „Jakobiten“, gemeint waren Kopten und Äthiopier,
- durch das Dekret Multa et Admirabilia (30. September 1444) mit den Syrern,
- durch das Dekret Benedictus sit Deus (7. August 1445) mit den Chaldäern und Maroniten auf Zypern.

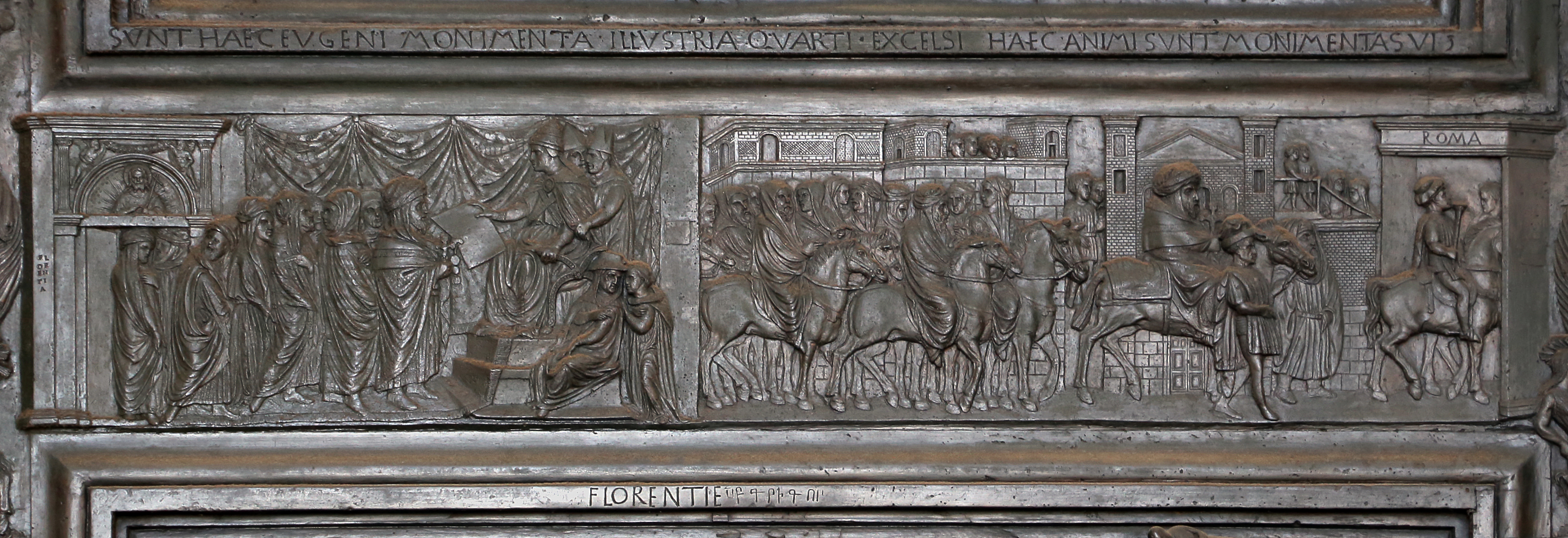
Koptische Gesandte empfangen ein Dekret des Papstes und ziehen in Rom ein
(Portal des Filarete, Petersdom)

Die koptische Delegation war einer Einladung zum Konzil gefolgt, die Papst Eugen IV. durch seinen Gesandten am Hof von Konstantinopel, den Franziskaner Alberto di Sarteano, an die griechischen Patriarchen von Alexandria und Jerusalem sowie den koptischen Patriarchen von Kairo gerichtet hatte. Di Sarteano überbrachte auch einen auf den 26. Juli 1439 datierten lateinischen Brief des Papstes an den koptischen Patriarchen Johannes XI., der einerseits als Bruder angesprochen wurde, andererseits mitsamt der koptischen Christenheit der universalen Hirtensorge des Papstes unterstellt wurde. Johannes XI. antwortete mit einem höflichen arabischen Schreiben und entsandte den Vorsteher des Antoniosklosters, Abt Andreas, mit di Sarteano nach Florenz. Gioacchino Dahik aus der franziskanischen Kustodie des Heiligen Landes übersetzte dieses Antwortschreiben ins Italienische, wobei er sich die Freiheit nahm, die päpstlichen Würdetitel zu ergänzen, so dass dieses Schreiben als vermeintliche Anerkennung des römischen Primats durch die Kopten rezipiert wurde. In Florenz setzten sich die Missverständnisse fort. Abt Andreas, der mit einer teils koptischen, teils äthiopischen Delegation angereist war (die Äthiopier unterstanden der Jurisdiktion des koptischen Patriarchen), hielt vor dem Konzil eine arabische Rede. Ihm war die scholastische Theologie unbekannt; die Kaufleute, die aus dem Arabischen übersetzen sollten, waren mit theologischen Fachbegriffen ebenso unvertraut wie mit dem Kirchenrecht und der Theologie der Kopten. So ist anzunehmen, dass beide Seiten aneinander vorbeiredeten. Angeblich hatte Abt Andreas den Text der lateinischen Bulle Cantate Domino verstanden und stimmte ihm im Namen seines Patriarchen und seiner Kirche zu; er trug eine arabische Übersetzung vor, die sich vom lateinischen Original erheblich unterscheidet.
Das Konzil wurde im September 1443 nach Rom verlegt; mangels eines Abschlussdatums gilt der Tod Eugens IV. am 23. Februar 1447 auch als Ende des Konzils.

### Rezeption in Lateineuropa
Während die westkirchlichen Konzilien des Mittelalters sich nicht explizit als ökumenisch deklarierten, wurde das Konzil von Ferrara-Florenz im 15. Jahrhundert als achtes Ökumenisches Konzil bezeichnet, das die Reihe der sieben altkirchlichen Konzilien fortsetzte. Dies änderte sich durch Robert Bellarmin, der 1586 (Disputationes de Controversiis Christianae Fidei) ein in der römisch-katholischen Kirchengeschichtsschreibung vorherrschendes Narrativ begründete: Demnach sollten bei einem Ökumenischen Konzil alle Kirchenprovinzen eingeladen und die Mehrheit von ihnen vertreten, aber kein Bischof ausgeschlossen werden. Für Bellarmin war weiterhin wünschenswert (bene esse), aber nicht unverzichtbar, dass die fünf altkirchlichen Patriarchate vertreten waren. Da nämlich die vier Patriarchate des Ostens aus seiner Sicht schismatisch waren, reichte für Bellarmin die Anwesenheit des Papstes als Patriarch des Westens. Mit diesem Kunstgriff machte er Ferrara-Florenz zum 17. und das Tridentinum zum 18. Ökumenischen Konzil.
Die Unionsverhandlungen von Ferrara-Florenz hatten gezeigt, dass die Verschiedenheit von Riten und Glaubensformeln eine gegenseitige Anerkennung der Rechtgläubigkeit nicht ausschließen muss. Insofern waren sie Blaupause für die Etablierung mit Rom unierter Ostkirchen, „die bis heute Zeugnis dafür ablegen, daß katholische und lateinische Kirche nicht identisch sind.“
Eine besondere Wirkungsgeschichte hatten die Ausführungen zum Papstprimat im Dekret Laetantur coeli: Während der Verhandlungen des Ersten Vatikanischen Konzils über die dogmatische Konstitution Pastor Aeternus berief sich die Minderheit der Konzilsväter, welche die päpstliche Vollgewalt eingeschränkt sehen wollten, auf das altkirchliche Modell der Pentarchie, wie es als Zugeständnis an die Byzantiner in Laetantur coeli festgehalten worden war.

## Heutige Bewertung
Der katholische Byzantinist und Kirchenhistoriker Joseph Gill betont, die mit Laetentur coeli erreichte Union mit den Byzantinern sei „real, wenn auch kurzlebig. Das hier befolgte Prinzip der Übereinstimmung im Glauben bei Freizügigkeit im Ritus …diente bei späteren Vereinbarungen, z. B. mit der ukrainischen und rumänischen Kirche, als Richtschnur.“ Kaum weniger wichtig sei der Aspekt, dass der päpstliche Erfolg der Kirchenunion und die Definition des Papstprimats in Laetentur coeli im Zusammenspiel mit der ausgeprägt antipäpstlichen Haltung des konkurrierenden Konzils von Basel „den Konziliarismus in die Schranken wies.“
Aus orthodoxer Perspektive stellt Grigorios Larentzakis fest, dass es Eugen IV. auf dem Konzil vor allem um die Unterwerfung der Kirche des Ostens unter seine Jurisdiktion gegangen sei und er daraus auch direkt Konsequenzen ziehen wollte: Markos Eugenikos, der Metropolit von Ephesos, sollte wegen seiner Unterschriftsverweigerung verurteilt werden; der Nachfolger Josephs II. auf dem Thron des Ökumenischen Patriarchen sollte vor Ort in Florenz bestimmt und sodann vom Papst bestätigt und mit seinen Rechten ausgestattet werden. In beiden Fällen widersetzte sich die byzantinische Delegation. Die selektive Rezeption des Unionsdekrets im Westen zeigt sich für Larentzakis darin, dass im Enchiridion Symbolorum bis zur 31. Auflage (1955) nur der Abschnitt über den Primat des Papstes abgedruckt und der folgende Abschnitt über die fünf Patriarchate weggelassen wurde.
Der Historiker Erich Meuthen sieht die Konzilsorte Basel – Ferrara – Florenz als Etappen eines Wegs nach Rom und verweist auf die Dominanz italienischer Kleriker als Unterzeichner der Unionsbullen: „Die Unterfertiger von ‚Laetentur coeli‘ hatten zu 70 % italienische Amtssitze; beim Armenierdekret waren es schon 80 %, beim Koptendekret 78 %. Die Dekrete gehören damit in jenen weitgestreckten Prozeß, den man als Italianisierung der Kurie bezeichnet … [und der] mit einer sehr raschen Wiederverstrickung des Papsttums in die italienische Mächtepolitik erkauft [wurde].“